# Rich tea biscuit

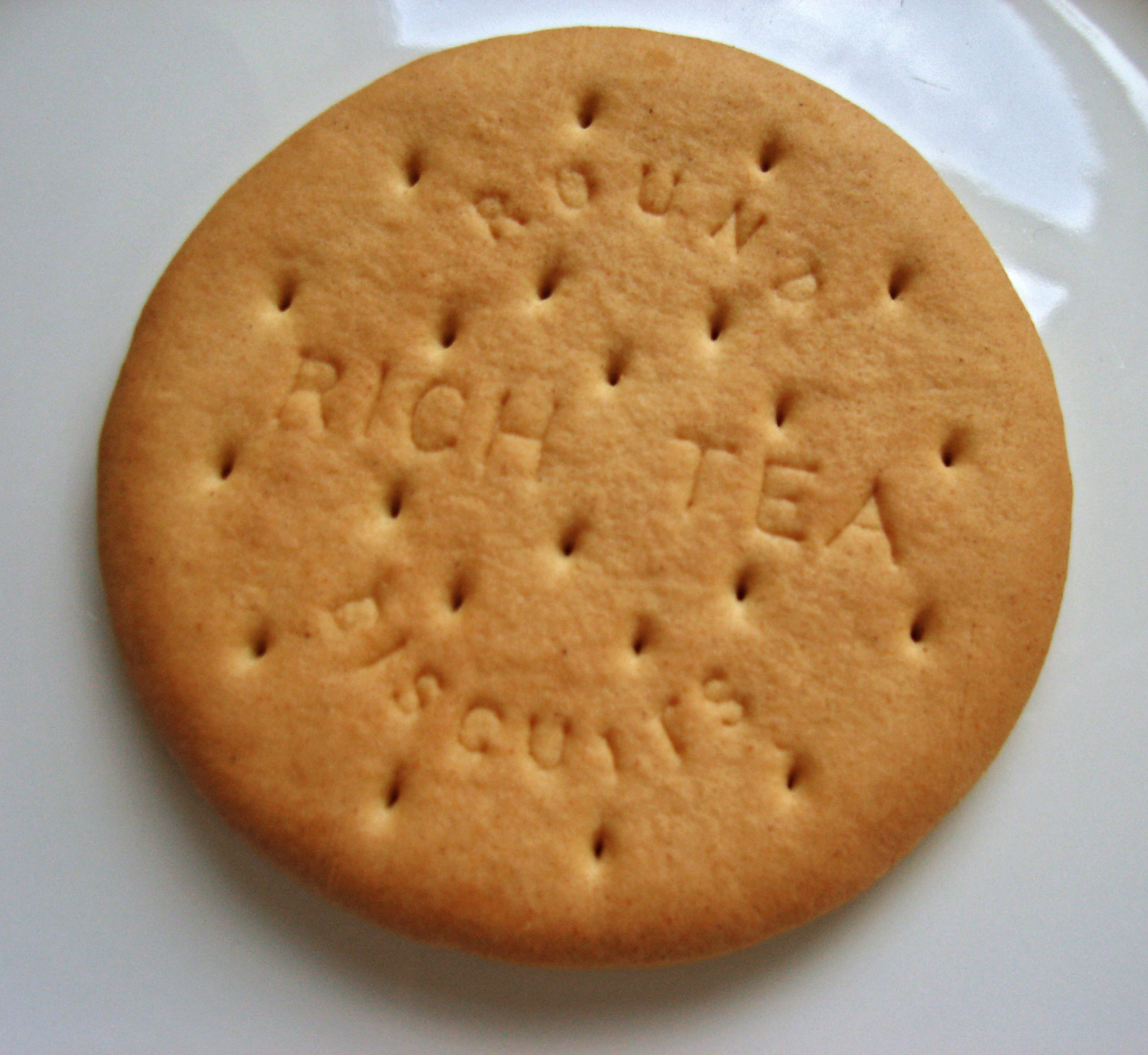
Ciastko rich tea

Rich tea biscuit – rodzaj herbatnika popularny w Wielkiej Brytanii, najczęściej o okrągłym kształcie, rzadziej podłużnym (rich tea fingers). Ciastka charakteryzują się mało wyrazistym smakiem, nadawanym przez mieszankę cukrów (maltoza, sacharoza, glukoza) i niewielką ilość soli.
Częstą praktyką jest zamaczanie herbatników przed spożyciem w herbacie.